# Gweedore
Gweedore (Irsk: Gaoth Dobhair) er en irsk by i County Donegal i provinsen Ulster, i den nordlige del af Republikken Irland med en befolkning (inkl. opland) på 4.000 indb i 2006.